# (1494) Savo
(1494) Savo es un asteroide que forma parte del cinturón de asteroides y fue descubierto por Yrjö Väisälä el 16 de septiembre de 1938 desde el observatorio de Iso-Heikkilä, Finlandia.

## Designación y nombre
Savo recibió inicialmente la designación de 1938 SJ.
Más adelante se nombró así por Savonia, una provincia de Finlandia.

## Características orbitales
Savo está situado a una distancia media de 2,19 ua del Sol, pudiendo acercarse hasta 1,902 ua. Tiene una inclinación orbital de 2,456° y una excentricidad de 0,1316. Emplea en completar una órbita alrededor del Sol 1184 días.